# 羅馬別墅

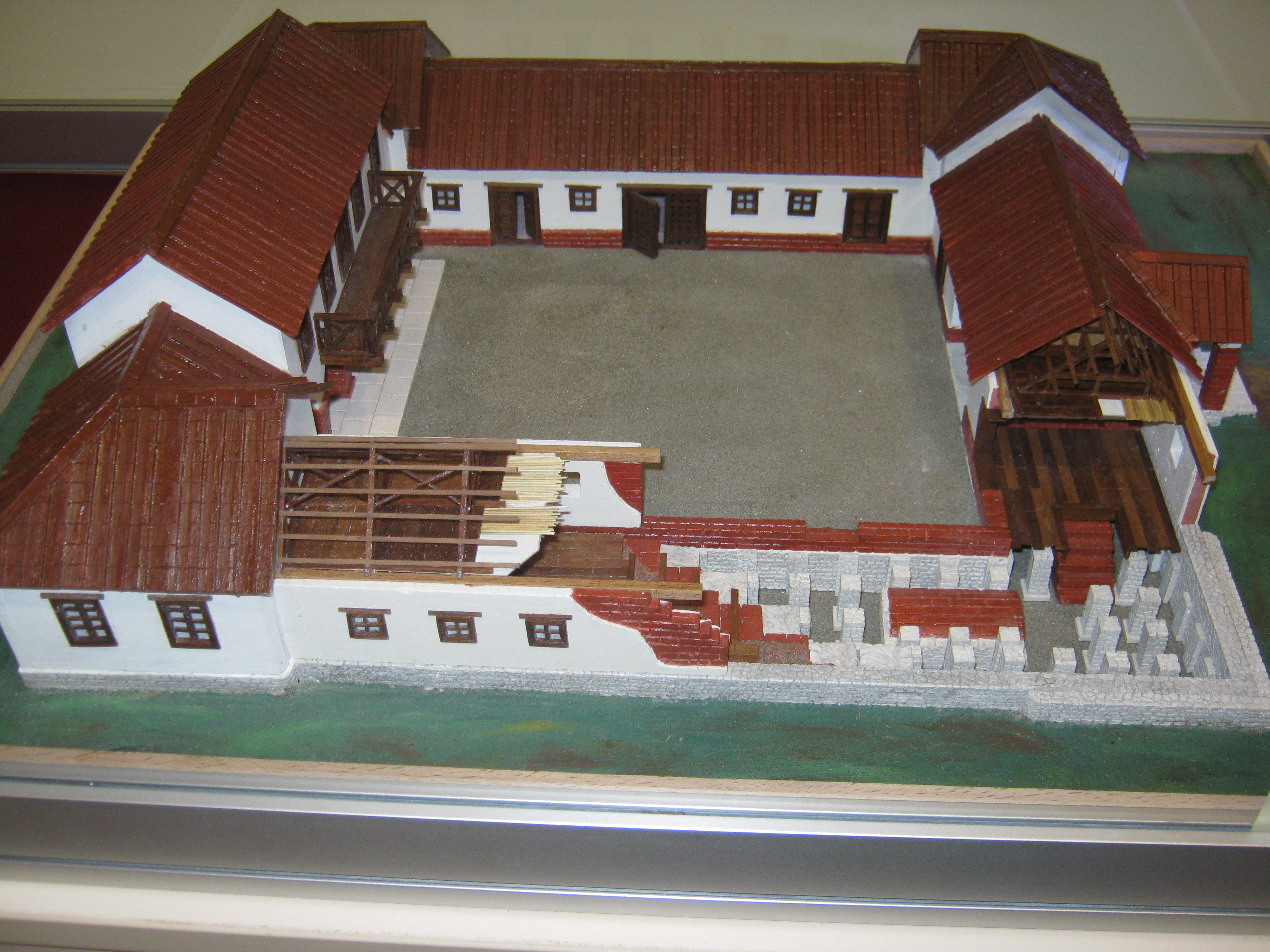
羅馬別墅模型

羅馬別墅（Roman villa）是指羅馬共和國和羅馬帝國時期羅馬上流人士的鄉間別墅。據老普林尼的記載，羅馬別墅有兩種不同的類型。villa urbana位於羅馬（或其他城市）的郊區，容易抵達，一般只需一夜或兩夜就可從市區到達。這種別墅還帶有農場，平時由僕人使用。另一種別墅則是villa rustica，這種別墅只在特定季節使用。拿坡里灣一帶是皇帝們的別墅聚集地，特別是卡普里島。羅馬別墅有許多不同的建築風格。

## 經證明的羅馬別墅
- 哈德良別墅
- 莉薇婭別墅
- 阿爾米拉別墅（Villa Armira）
- 菲什伯恩羅馬宮（Fishbourne Roman Palace）
- 羅林史東大宅（Lullingstone Roman Villa）
- 卡薩爾別墅
- 昆蒂利尼別墅（Villa of the Quintilii）
- 切德沃思別墅（Chedworth Roman Villa）
- 利特爾科特別墅（Littlecote Roman Villa）
- 榟橔別墅（英语：Żejtun Roman villa）
- 神秘別墅
- 米南德之家（英语：Casa del Menandro）（The House of Menander）
- 普林尼的喜劇和悲劇別墅
- 勞爾梅達別墅（La Olmeda）
- 博格別墅（英语：Roman Villa Borg）
- 伯斯科雷阿萊別墅（Villa Boscoreale）